# 梁政珏
梁政珏（英語：Jeanette Leung Ching Kok，1981年6月18日—）是前無綫電視經理人合約女藝員，曾於2007年入讀第21期無綫電視藝員訓練班畢業。2000-2005年期間在美國就讀貝勒大學，主修時裝採購、副修商科。2007年於處境喜劇《同事三分親》飾演阮美瑤（May May）一角，獲得觀眾讚賞，2015年，梁政珏婚後退出娛樂圈，結束與TVB之8年的賓主關係。

## 家庭
梁政珏家境富裕，其父親是大律師梁衛民。2015年1月14日，與商人何思源（John）註冊結婚，她於同年9月，梁氏早產誕下4.2磅兒子Johnson。

## 演出作品

### 電視劇（無綫電視）
| 首播           | 劇名            | 角色                |
| 2007年- 2008年 | 同事三分親      | 阮美瑤（）          |
| 2008年         | 甜言蜜語        | 馮秀娜（Nana）      |
| 2008年         | 東山飄雨西關晴  | 吳惠蓮              |
| 2009年         | 古靈精探B       | 鍾心敏（JoJo）      |
| 2009年         | 廉政行動2009    | 林紫晴              |
| 2009年         | 美麗高解像      | 簡寶意（Bowie）     |
| 2010年         | 蒲松齡          | 夏 竹               |
| 2010年         | 摘星之旅        | 蘇妙花（Flower）    |
| 2010年         | 讀心神探        | 林念慈（Cherry）    |
| 2010年         | 誘情轉駁        | 雪                  |
| 2011年         | Only You 只有您 | Rebecca             |
| 2011年         | 怒火街頭        | 常秋萍              |
| 2011年         | 真相            | Cindy               |
| 2011年         | 誰家灶頭無煙火  | 展 瞳               |
| 2011年         | 荃加福祿壽探案  | Mango               |
| 2013年         | 仁心解碼II      | 周 太（第14－15集） |
| 2013年         | 衝上雲霄II      | Michelle            |
| 2013年         | 愛·回家         | Alpha Chui          |
| 2014年         | 點金勝手        | 李珈迪（Cindy）     |

### 綜藝節目
- 2008年：《獎門人取犀Game》 MAKING OF (TAIWAN)
- 2008年：《獎門人取犀Game》TOKYO
- 2010年：《世界盃動起來》
- 2010年：《超级游戏奖门人》
- 2010年：《南非Ready Goal!》
- 2010年：《詭異檔案》
- 2010年：《為食一條街》
- 2011年：《千奇百趣省港澳》

### 電影
- 1999年：《陽光警察》
- 2009年：《金錢帝國》
- 2010年：《72家租客》
- 2010年：《美麗密令》
- 2011年：《我愛HK開心萬歲》
- 2013年：《一代宗師》
- 2013年：《爛滾夫鬥爛滾妻》

## 外部連結
- 梁政珏的Instagram帳戶
- 梁政珏的新浪微博